# Pristostegania
Pristostegania là một chi bướm đêm thuộc họ Geometridae.